# Phymatinae
De Phymatinae zijn een onderfamilie van wantsen uit de familie roofwantsen (Reduviidae). Ze worden ook wel als een aparte familie Phymatidae gezien.

## Uiterlijk
De voorpoten van deze roofwantsen zijn sterk ontwikkeld en hebben een tandachtige structuur, waardoor hij je aan een bidsprinkhaan doet denken. Ze hebben een sterk verbrede rand van het abdomen (Connexivum), die omhoog is gebogen. Ook de zijkanten van het halsschild zijn omhooggebogen. Door hun vorm en kleuren zijn ze heel goed gecamoufleerd. De antennes bestaan uit vier segmenten. Op de kop zijn twee ocelli. De lengte is 5 – 12 mm.
Phymatinae is afgeleid van het Griekse Phymata, dat gezwollen betekent en vermoedelijk verwijst naar het aan de zijkanten vergrote achterlichaam en de gezwollen dijbenen.

## Verspreiding en habitat
De onderfamilie komt vooral voor in de tropische  delen van Amerika en Azië.

## Leefwijze
Deze roofzuchtige wantsen liggen op de loer om hun prooi te vangen (meestal tussen bloemen) en hebben daarbij voordeel van hun hun uitstekende camouflage. Net als bidsprinkhanen vangen ze de prooi met hun voorpoten. Die prooi kan veel groter zijn dan hun eigen grootte.

## Voorbeelden

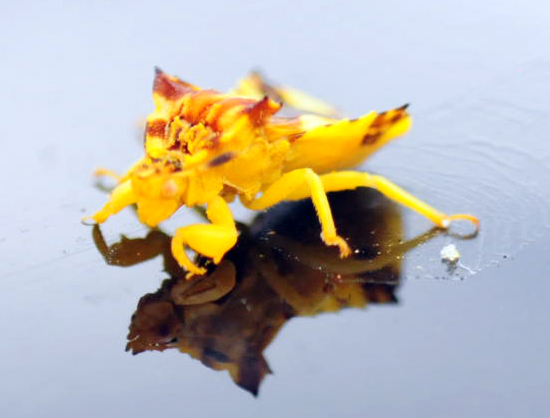
Phymata sp.
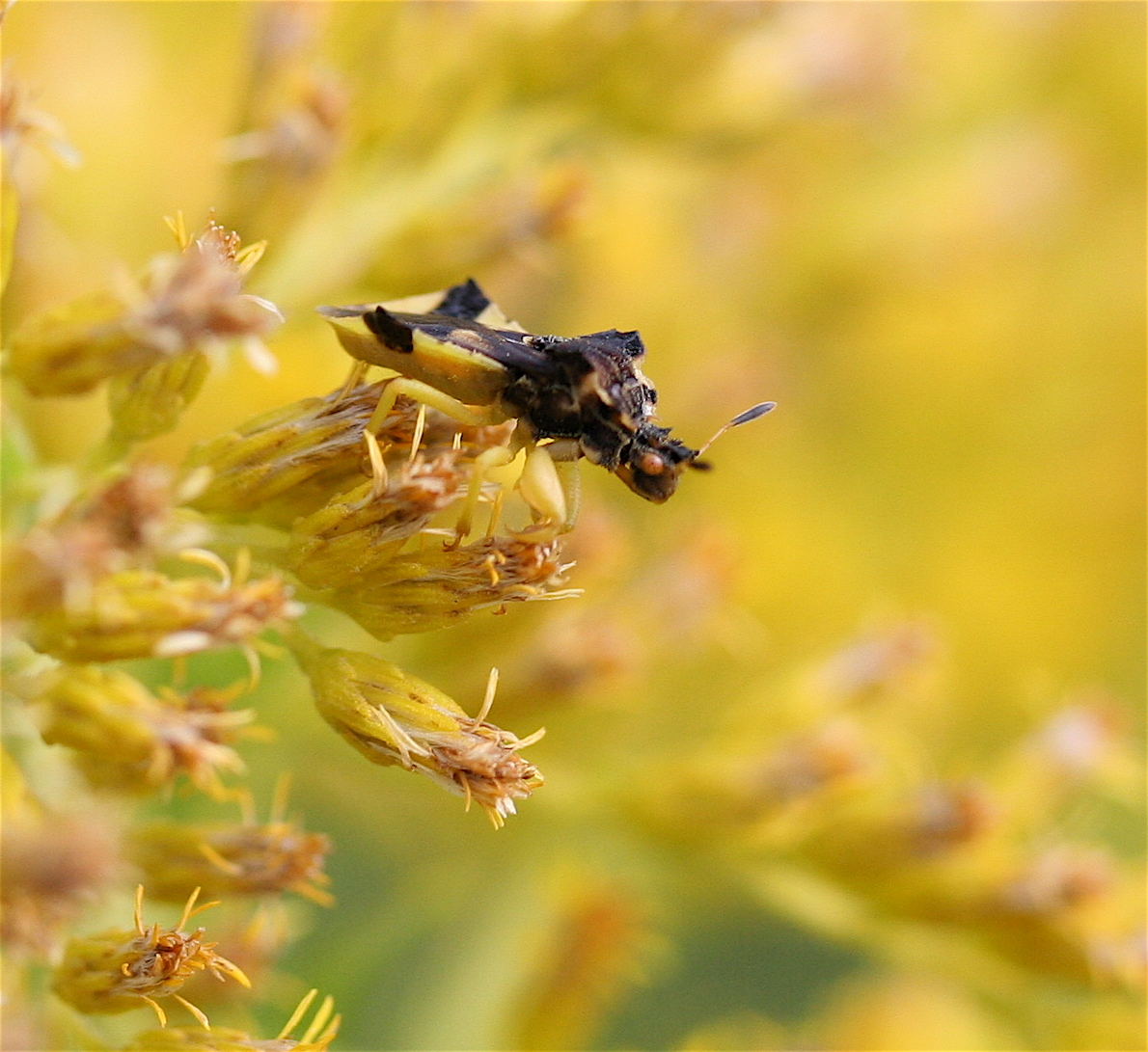
Phymata pennsylvanica man
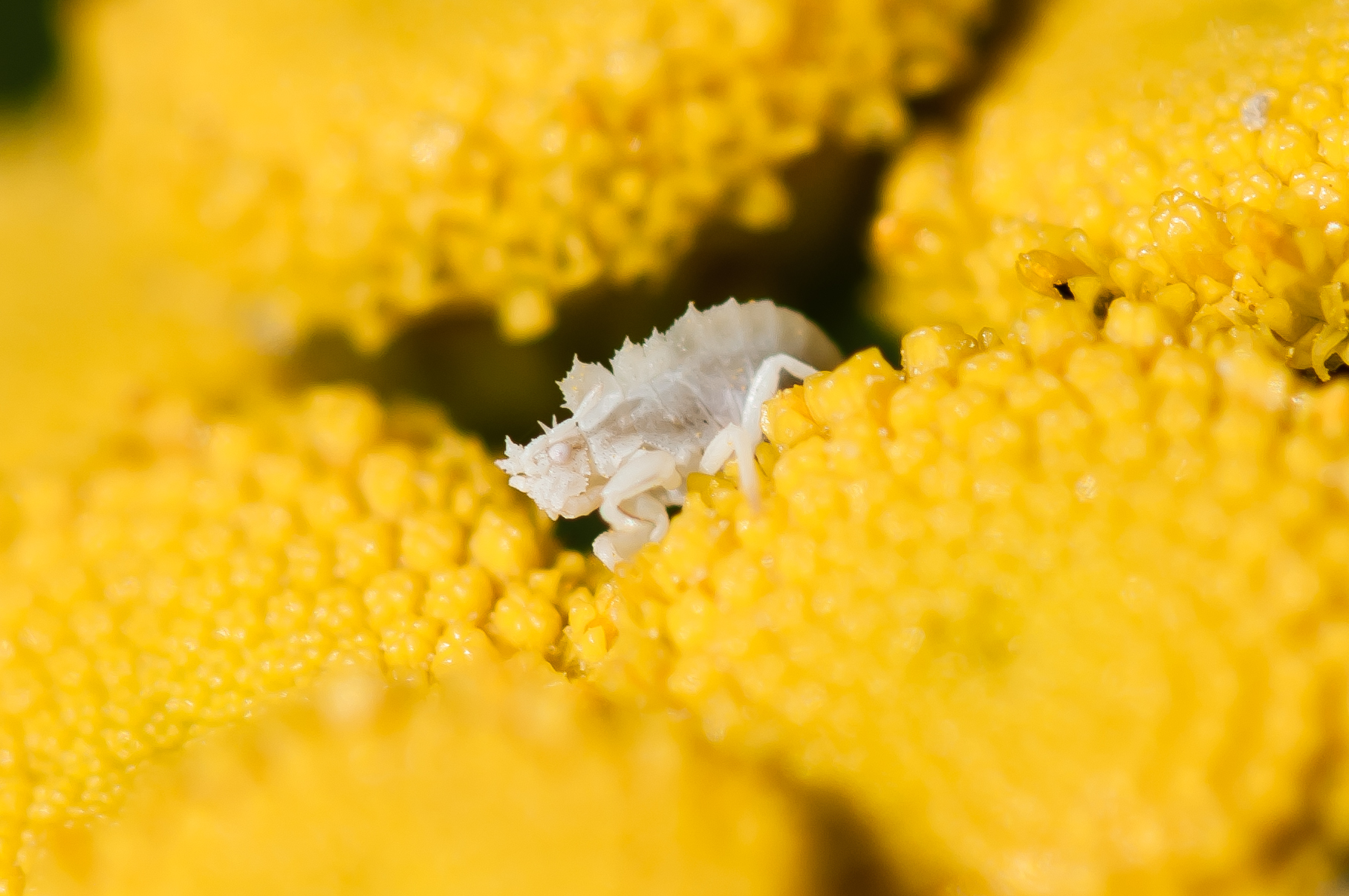
Phymatinae nimf, Virginia.
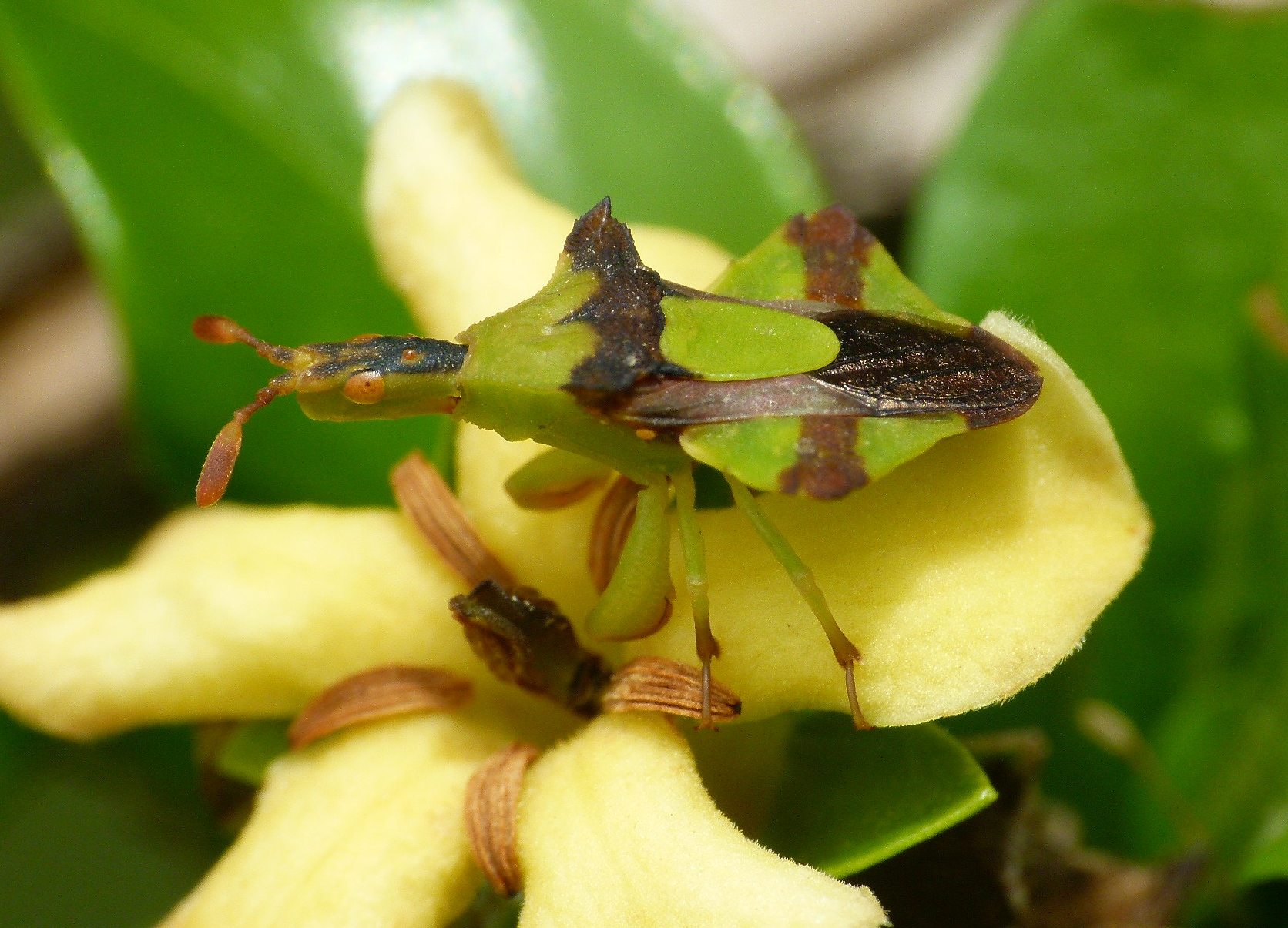
Phymatinae, India.
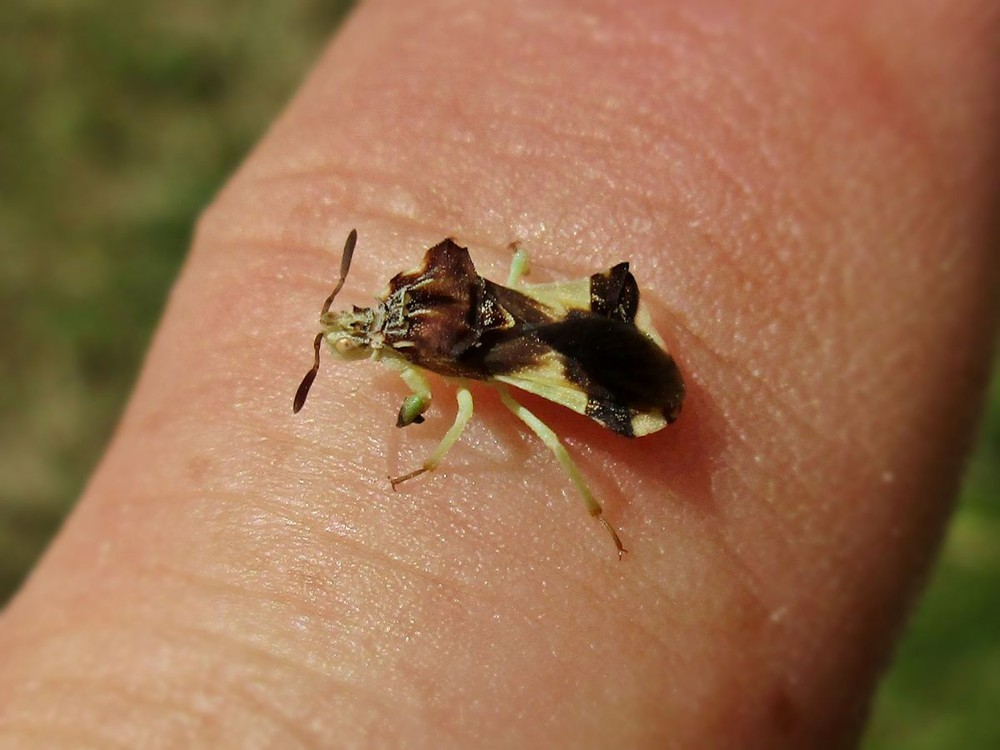
Phymata pennsylvanica Noord America

## Taxonomie
Phymatinae werden beschouwd als een aparte familie binnen Cimicomorpha (Froeschner & Kormilev (1989), Maldonado (1990)) en de naam Phymatidae wordt nog steeds gebruikt in sommige literatuur en websites. Carayon, Usinger and Wygodzinsky (1958) waren de eersten die Phymatidae reduceerden tot een onderfamilie binnen de familie Reduviidae, In een recente analyse (Weirauch 2008) werd dat bevestigd. Daarom hoort de naam Phymatidae niet meer te worden gebruikt.
De onderfamilie bestaat uit de volgende geslachten: 
- Tribus: Carcinocorini Handlirsch, 1897
  - Carcinochelis Fieber, 1861
  - Carcinocoris Handlirsch, 1897
  - Chelocoris Bianchi, 1899
- Tribus: Macrocephalini Handlirsch, 1897
  - Agdistocoris Kormilev, 1962
  - Agreuocoris Handlirsch, 1897
  - Amblythyreus Westwood, 1841
  - Bakerinia Kormilev, 1962
  - Cnizocoris Handlirsch, 1897
  - Diurocoris Maa & Lin, 1956
  - Doesburgella Rédei & Jindra, 2013
  - Eurymnus Bergroth, 1917
  - Extraneza Barber, 1939
  - Glossopelta Handlirsch, 1897
  - Goellneriana van Doesburg, 2004
  - Hoberlandtiana Kormilev & van Doesberg, 1986

- - Kormilevida van Doesburg, 1997
  - Lophoscutus Kormilev, 1951
  - Macrocephalus Swederus, 1787
  - Metagreuocoris Villiers, 1965
  - Narina Distant, 1906
  - Oxythyreus Westwood, 1841
  - Parabotha Kormilev, 1984
  - Paragreuocoris Carayon, 1949
- Tribus: Phymatini Laporte, 1832
  - Anthylla Stål, 1876
  - Kelainocoris Kormilev, 1963
  - Neoanthylla Kormilev, 1951
  - Paraphymata Kormilev, 1962
  - Phymata Latreille, 1802
- Tribus: Themonocorini Carayon, Usinger & Wygodzinsky, 1958
  - Koenigsbergia Popov, 2003
  - Themonocoris Carayon, Usinger & Wygodzinsky, 1958